# Phthinia lobata
Phthinia lobata är en tvåvingeart som beskrevs av Zaitzev 1984. Phthinia lobata ingår i släktet Phthinia och familjen svampmyggor.
Artens utbredningsområde är Virginia. Inga underarter finns listade i Catalogue of Life.